# Brensdorf
Brensdorf ist ein Ortsteil der Gemeinde Stulln im Oberpfälzer Landkreis Schwandorf (Bayern).

## Geographische Lage
Brensdorf befindet sich etwa zwei Kilometer südöstlich von Stulln auf dem Westufer der Naab.

## Geschichte

### Anfänge bis 19. Jahrhundert
Brensdorf (auch: Prembsdorf, Premstorf, Prembstorf, Premersdorf, Bremsdorf) wurde schon Anfang des 13. Jahrhunderts schriftlich erwähnt. 1212 übergab Reichlint von Schwarzenfeld ihren Hof in Brensdorf an das Kloster Reichenbach.
Brensdorf wurde in einer Urkunde aus dem Jahr 1279 erwähnt. Laut dieser Urkunde übereigneten die Landgrafen Friedrich II. und Gebhard IV. von Leuchtenberg zwei Höfe in Brensdorf an das Kloster Waldsassen.
1286 übergab Kunigunde, die Witwe Heinrichs von Meischendorf, gegen Zusicherung einer Begräbnisstätte zwei Höfe in Brensdorf an das Kloster Waldsassen. Konrad von Lupburg und Otto von Krondorf gaben 1288 zwei Höfe in Brensdorf an das Kloster Waldsassen.
Im Salbuch von 1473/75 wurde Brensdorf erwähnt.
In den Musterungsprotokollen wurde Brensdorf aufgeführt
- 1500 mit 6 Mannschaften,
- 1523 mit 6 Mannschaften,
- 1583 mit 6 Mannschaften,
- 1631 mit 5 Mannschaften,
- 1658 mit 2 Mannschaften,
- 1712 mit 7 Mannschaften.[6]

Im Verzeichnis der Türkenhilfe, 1595, des Rittergutes Stein wurde Brensdorf mit einem Untertanen und einem Herberger aufgeführt.
Im Zinsbuch der Hofmark Weihern von 1597 ist ein Untertan in Brensdorf als zu Weihern gehörig vermerkt.
Zum Pflegamt Nabburg gehörig waren 1606 in Brensdorf 6 Höfe, ein Gut, 11 Pferde, 4 Fohlen, 10 Ochsen, 24 Kühe, 22 Rinder, 7 Schweine, 70 Schafe und 6 Frischlinge.
Zur freieigenen Hofmark Guteneck gehörten 1630 in Brensdorf ein Hof, 2 Inwohner, 2 Ochsen, 2 Pferde, 3 Kühe, 4 Kälber, 2 Schweine und ein Frischling.
Teil des leuchtenbergischen Lehens Stein waren in Brensdorf 1630 ein Hof, 3 Pferde, 4 Kühe, 6 Rinder und 6 Frischlinge.
1665 kaufte Freiherr von Schrenk einen Untertanen in Brensdorf. 1756 verkauften Aloys Bonaventura Graf von Kreuth und seine Ehefrau Maria Franziska das Gut Stein an den Regierungsrat und Obmann der Judenschaft in Sulzbach Joseph Ignati Corbinian von Korb und dessen Gattin Maria Catharina Franziska, geborene Haan.
Der Verkauf betraf 40 Grund- und Gerichtsholde, darunter einer in Brensdorf. Er war Allodialuntertan.
Ende des 18. Jahrhunderts war Brensdorf ein jurisdiktionell gemischter Ort.
Es gehörten in Brensdorf 7 Anwesen zum Pflegamt Nabburg, grundbar zur Kirche in Nabburg, ein Hirtenhaus war Gemeindebesitz, es gab ein Paulsdorfisches Lehen, ein Anwesen und ein Schneider gehörten zur Hofmark Guteneck, ein Anwesen zu Stein und ein Untertan zu Tännesberg.

### 19. Jahrhundert bis Gegenwart
1811 gehörte Brensdorf zum Steuerdistrikt und zur Obmannschaft Stulln. Als 1819 Ruralgemeinden gebildet wurden, gelangte Brensdorf mit 18 Familien zur Ruralgemeinde Stulln. 1828 hatte Brensdorf 12 Wohngebäude, 12 Familien und 82 Einwohner. Es war ausschließlich katholisch und gehörte zur Filialkirche Stulln, die Teil der Pfarrei Schwarzenfeld war. Die Kinder gingen nach Schwarzenfeld in die Schule.
Zum Stichtag 23. März 1913 (Osterfest) wurde Brensdorf als Teil der Pfarrei Schwarzenfeld mit 18 Häusern und 126 Einwohnern aufgeführt. 1964 gehörte Brensdorf zur Gemeinde Stulln und hatte 21 Wohngebäude und 110 Einwohner.

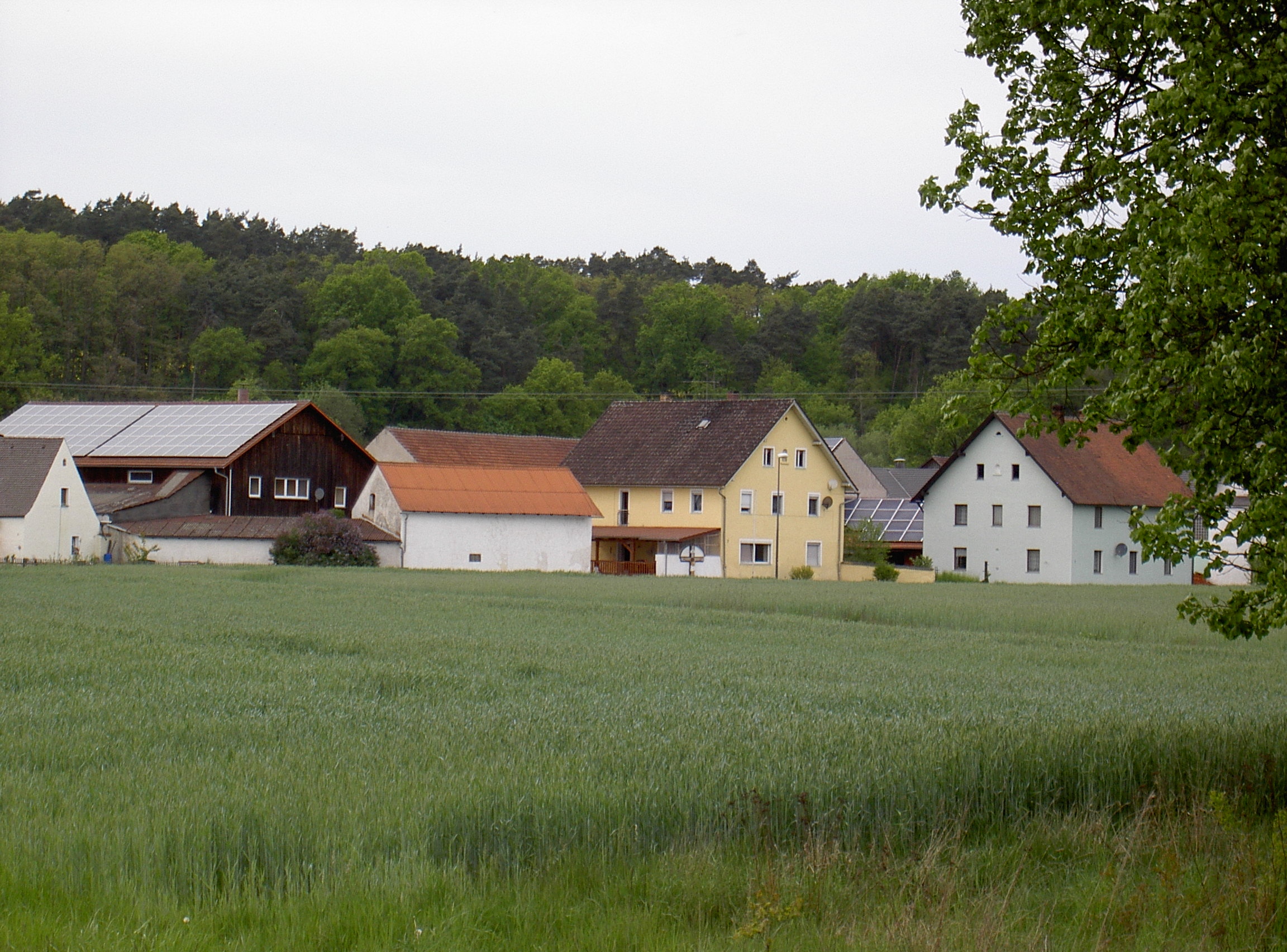
Brensdorf
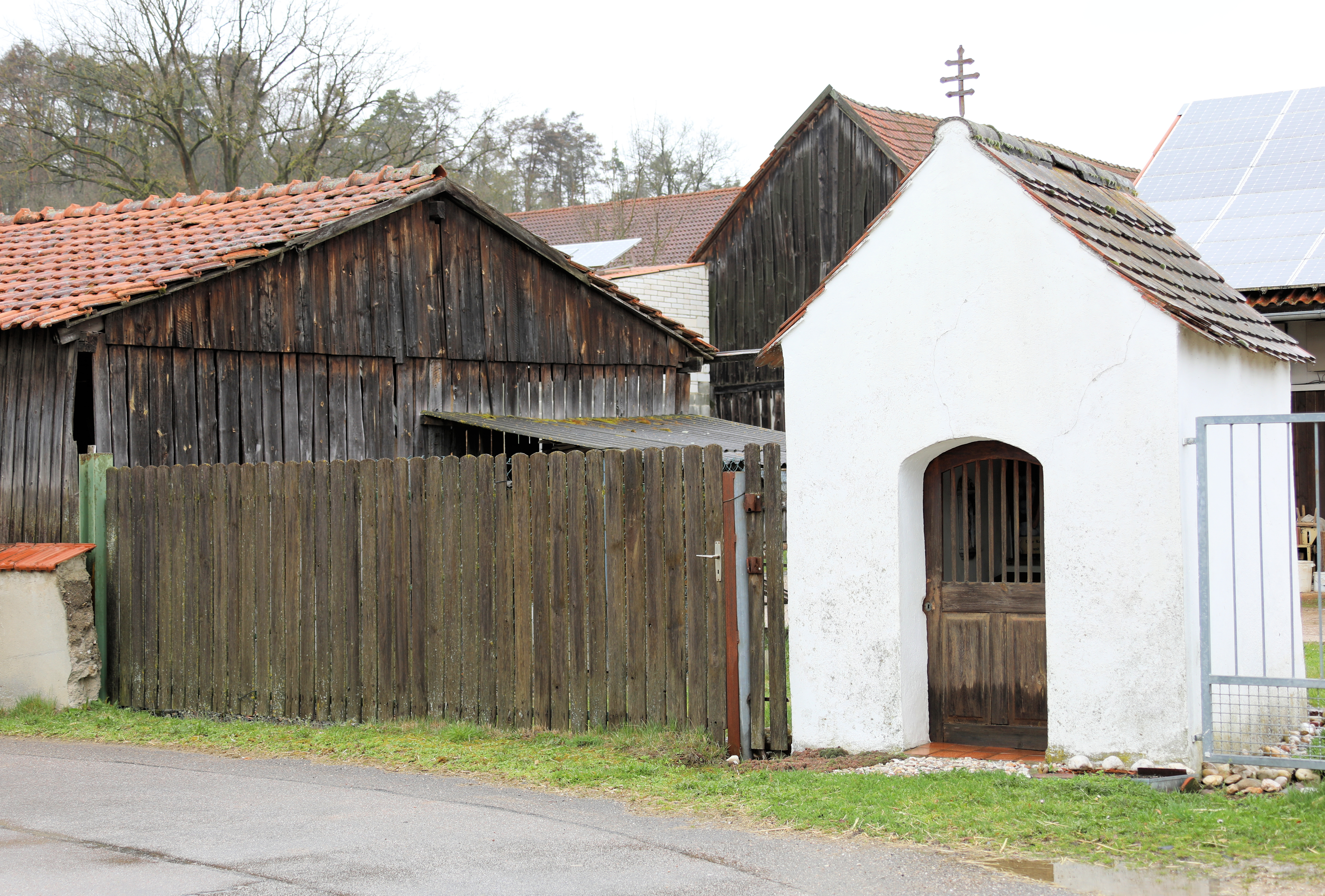
Kapelle (2023)
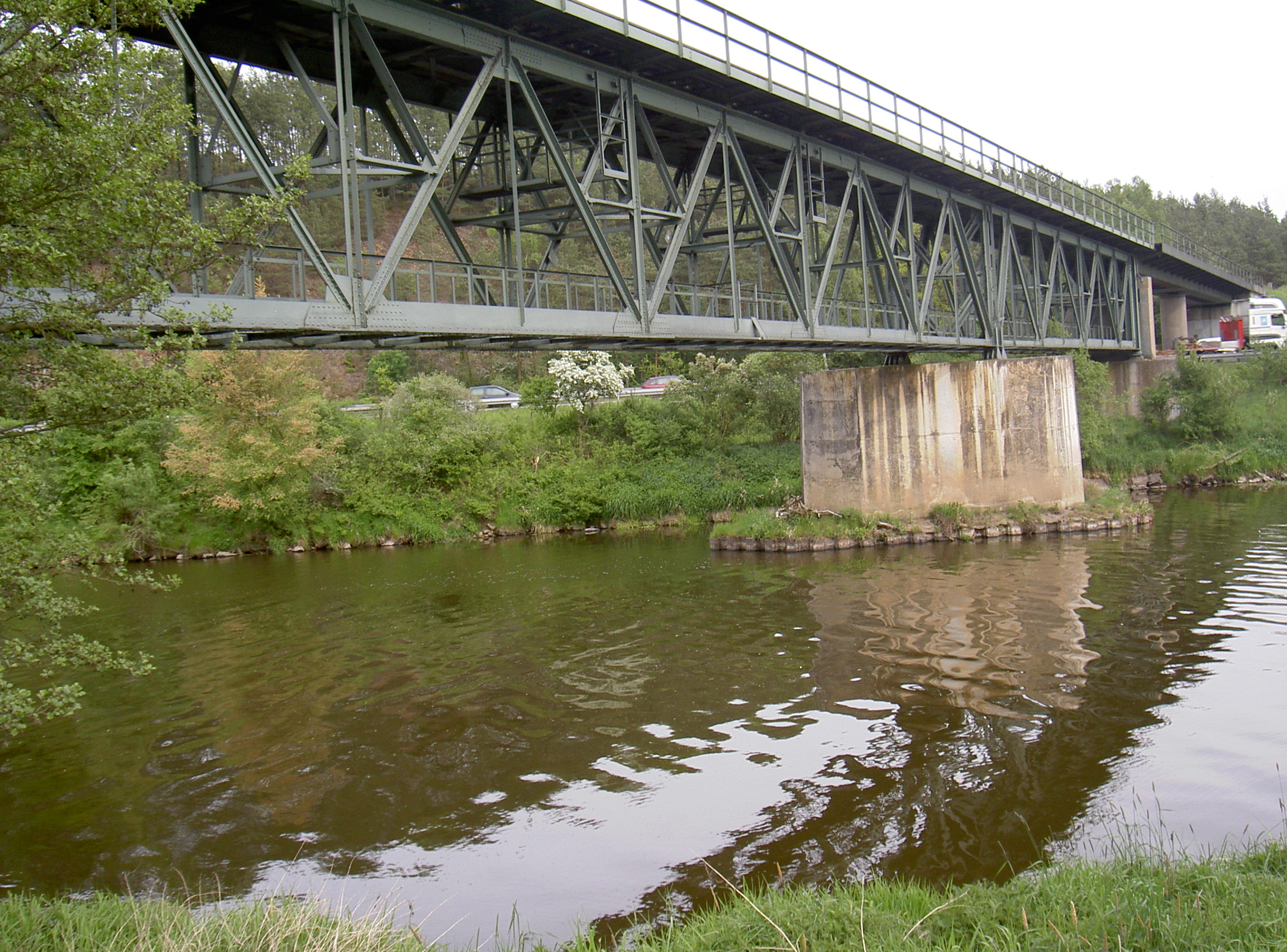
Eisenbahnbrücke
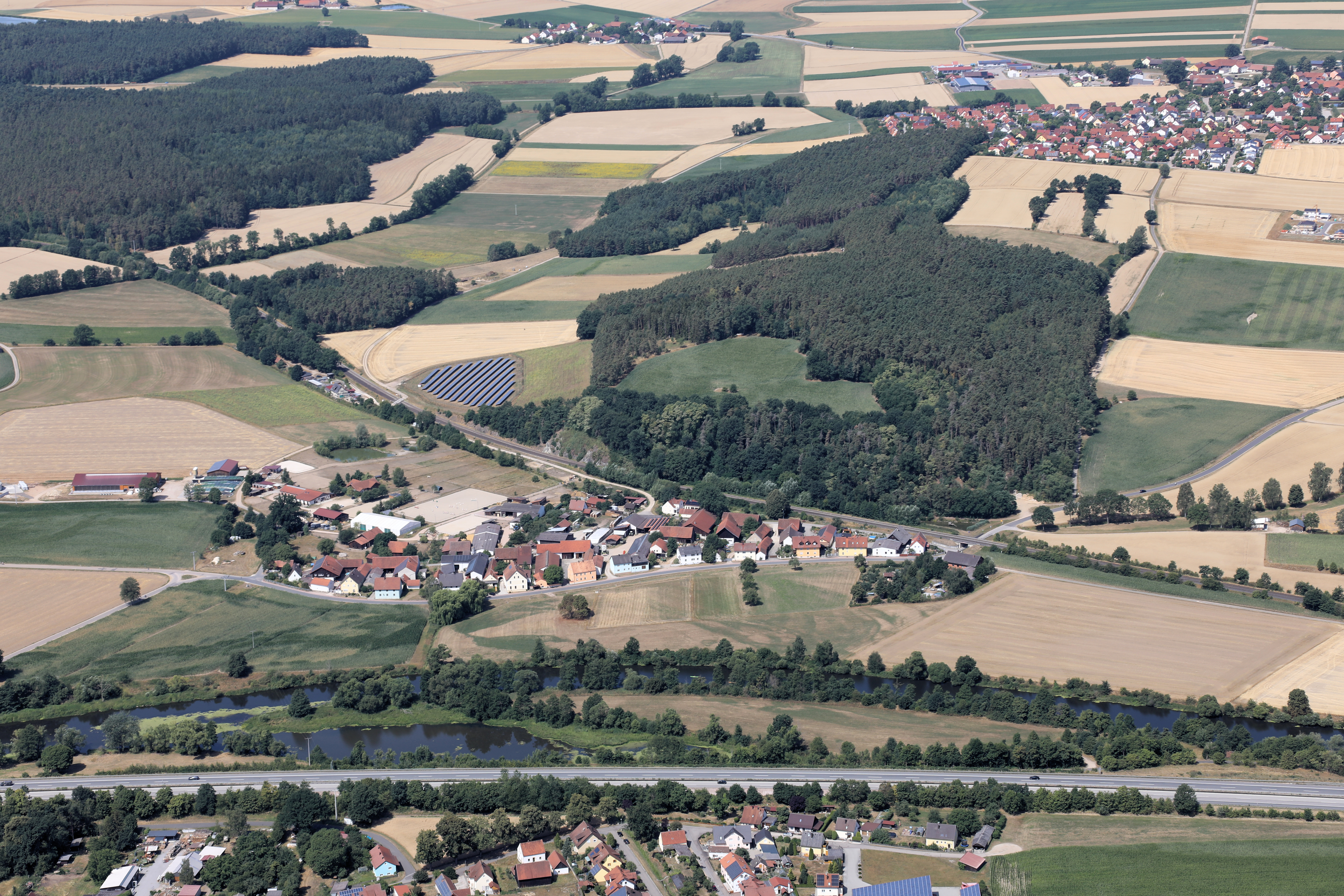
Wölsendorf, Brensdorf, Stulln

## Kultur und Sehenswürdigkeiten
- Brensdorf liegt am Waldnaabtal-/Naabtal-Radweg von Bärnau nach Regensburg.
- Nördlich von Brensdorf befindet sich die Anfang des 20. Jahrhunderts erbaute Eisenbahnbrücke der Bahnstrecke Nabburg–Schönsee, drei Bögen in Betonbauweise und eine Stahlgitterkonstruktion über die Naab.  Auf der alten Eisenbahnlinie befindet sich heute ein Radwanderweg, der Teil des Bayerisch-Böhmischen Freundschaftsweges ist. Diesen Radweg erreicht man über eine neue Brücke südlich von Brensdorf.
- Liste der Baudenkmäler in Brensdorf